# Mika Tosca
Mika Tosca je klimatoložkou a členkou fakulty na School of the Art Institute of Chicago. Její výzkum se zaměřuje na to, jak může umění a design ovlivnit komunikaci o klimatických vědách, aby se účinněji řešila změna klimatu. Tosca se také podílí na vědecké komunikaci, mimo jiné prostřednictvím vědecko-uměleckých iniciativ, a je zastánkyní transrodových lidí v oblasti STEM, akademické sféře a médiích.

## Vzdělávání
V roce 2006 získala Tosca bakalářský titul v oboru matematika-statistika na Connecticutské univerzitě. V roce 2008 získala stipendium NASA Earth and Space Graduate Fellowship (NESSF). Během absolvování stipendia Tosca získala magisterský titul v oboru vědy o zemském systému na Kalifornské univerzitě v Irvine (UCI). V roce 2012 pak dokončila doktorské studium v oboru Earth System Science na UCI u Charlieho Zendera a Jamese Randersona. Ze stipendia byl financován výzkum, který Tosca prováděla během svého magisterského a doktorského studia. NASA rovněž financovala její postdoktorandský výzkum.

## Kariéra a výzkum
Během svého doktorského programu Tosca zkoumala, jak je klimatický systém propojen s požáry v krajině, a studovala emise aerosolů pomocí modelů zemského systému. Jako postdoktorandka pokračovala v této práci v Jet Propulsion Laboratory, výzkumné laboratoři přidružené k NASA, kde pracovala s Davidem Dinerem. V NASA zkoumala vzájemné působení klimatu, mraků a lesních požárů pomocí satelitních senzorů. Její výzkum v NASA ji v roce 2016 zavedl do Namibie v jižní africe, kde v rámci terénní kampaně NASA ORACLES pozorovala vztah mezi kouřem z lesních požárů a tvorbou mraků.
V roce 2017 nastoupila Tosca jako docentka na fakultu School of the Art Institute of Chicago (SAIC). Profil Toscy na stanici PBS z roku 2019 popisuje, jak po šesti letech práce v Laboratoři tryskového pohonu NASA odešla na pozici učitelky na SAIC poté, co nabyla "přesvědčení, že umělci mohou vědcům pomoci lépe informovat veřejnost o závažnosti hrozby, které svět čelí v souvislosti se změnou klimatu". Zpráva Medill Reports z roku 2019 o Tosce popisuje její obavy, že vědci často nevytvářejí znalosti pro širokou veřejnost, a její přesvědčení, že umělci a vědci mohou spolupracovat na zlepšení komunikace o vědě. V SAIC zkoumá spojení mezi uměním a vědou a ve spolupráci s umělci a designéry zkoumá účinnost vědecké komunikace a současné otázky vědy o klimatu.

## Vědecká komunikace a osvěta
Mika Tosca se zasazuje o zvýšení povědomí veřejnosti o změně klimatu. V roce 2017 hovořila s časopisem Inman News o dopadu změny klimatu na realitní průmysl a o tom, co mohou jednotlivci udělat, aby pomohli. V roce 2019 hovořila v interview pro televizí AGU (American Geophysical Union) o dopadech emisí z lesních požárů na životní prostředí. Psala také pro časopis EOS a přednášela v různých institucích o způsobech, jak spojit umění a vědu, aby bylo možné efektivně komunikovat klimatické vědy.
Zabývá se také průnikem současných queer, feministických a environmentálních témat. Kromě toho se zasazuje o to, jak tento průsečík souvisí s propagací klimatické krize. Profil Toscy v nezávislých studentských novinách Epigram Bristolské univerzity popisuje, že Tosca identifikuje "zajímavou paralelu", když píše: "Před padesáti lety ... queer lidé zahájili revoluci, která požadovala, abychom byli respektováni jako rovní - jak v životě, tak v zákoně - a tato revoluce vedla k obrovskému pokroku pro LGBT+ lidi všude na světě", a když Tosca následně obhajuje, že nyní "máme další příležitost být skutečně revoluční". Deník The Windy City Times citoval Toscu, která hovořila o "důležitých paralelách mezi existenciální krizí, které čelí celá planeta, a existenciální krizí, které čelí mnoho transrodových lidí, když se začínáme vypořadávat s vlastním pohlavím a uznávat ho."
V roce 2021 byla Tosca jmenována jednou z "Grist 50" za svou práci na podporu spolupráce mezi vědci a umělci.

## Obhajoba trans lidí
Když se ve vědecké komunitě objevila otázka, jak budou vědecké časopisy reagovat na vědce, kteří prodělali změnu pohlaví a změnili si jméno, šéfredaktor časopisu Cell John Pham kontaktoval Toscu, aby se vyjádřila, přestože se jí tato otázka nedotkla, protože v publikacích před tranzicí používala pouze své iniciály, které se shodují s jejími současnými iniciálami; Tosca pro časopis The Scientist uvedla: "Největší věc, kterou mohou periodika udělat s ohledem na trans lidi, je umožnit jim změnit si jméno bez těžkopádného procesu."
Tosca vystupovala v médiích jako obhájkyně v tématech dotýkajících se trans komunity. V roce 2018, poté, co více než 1 600 vědců podepsalo otevřený dopis proti plánům Trumpovy administrativy na legální definici rodu, poskytla Mika Tosca interview pro Buzzfeed News a uvedla: "Jako trans žena a vědkyně to ve své podstatě znamená útok na mou lidskost, na mou schopnost existovat ve světě a bezpečně se pohybovat v určitých prostorech." A dále: "Bylo opravdu důležité, abychom shromáždili co nejvíce vědců, kteří by to řekli, aby se vědci sami nepodíleli na prosazování této zcela chybné nevědecké snahy. V roce 2019 hovořila s deníkem Chicago Tribune o rozhodnutí Nejvyššího soudu Spojených států, který těsně potvrdil politiku Trumpovy administrativy týkající se transrodových lidí v armádě, a uvedla, že "je důležité, aby se trans lidé mohli účastnit jako plnohodnotní občané".

## Vybraná díla
- Mika G. Tosca. Climate Changes in the Holocene (Změny klimatu v holocénu.). Redakce Chiotis Eustathios. Boca Raton: CRC Press, 2018. ISBN 9781351260244. Kapitola Perspectives of Climate Monitoring in the Satellite Era (Perspektivy monitorování klimatu v éře satelitů).

podle Google Scholar byly její práce citovány více než 450krát.
Níže jsou uvedeny některé z jejích nejcitovanějších prací:
- Globální vliv kouřových aerosolů z požárů v krajině na klima a Hadleyho cirkulaci. Tým Toscy použil pozorování dálkového průzkumu Země k charakterizaci reakce klimatu na kouřové aerosoly. Atmospheric Chemistry and Physics, 2013.[26]
- Dynamika požárních chuchvalců a kouřových mraků spojených s požáry rašeliny a odlesňováním v Indonésii. Tosca odhadl výšku kouře nad Borneem a Sumatrou a charakteristickou citlivost na El Niño a regionální sucho. AGU, 2011.[27]
- Zintenzivǔjí aerosoly ze spalování biomasy sucho v rovníkové Asii během El Niãa? Tosca měřila citlivost kouřových mraků na regionální sucho během let El Niño a zastřešující účinky na klima. Atmospheric Chemistry and Physics, 2010.[28]
- Lidmi způsobené požáry omezují konvekci v tropické Africe: První časová pozorování a atribuce. Tosca se svým týmem využila časově posunutá satelitní pozorování z let 2006-2010 v severní Africe k měření vlivu požárních aerosolů na dynamiku konvektivní oblačnosti. AGU, 2015.[29]
- Globální analýza výšek injektáže kouře z lesních požárů odvozená z víceúhlového snímkování z vesmíru. Tosca analyzovala globálně rozložené výšky injektáže kouřových zplodin z lesních požárů, aby poskytla zdroj pro lepší modelování rozptylu kouře pro aplikace v oblasti klimatu a kvality ovzduší. MDPI, 2018.[30]

v roce 2017 byla její práce s Multi-angle Imaging SpectroRadiometer (MISR) představena v Laboratoři tryskového pohonu NASA.

## Osobní život
Tosca žije v Chicagu a je vášnivou maratonkyní a baťůžkářkou. V roce 2018 řekla časopisu Chicago Reader, že její rozhodnutí stát se klimatickou/environmentální vědkyní ovlivnil film Ferngully: "Hlavní hrdinkou je víla, a přestože mi bylo při narození přiřazeno k mužské pohlaví, vždycky jsem si představovala sebe jako ji - jak bojuju proti korporacím a jsem drsná kočka."